# Petre Cănciulescu
Petre Cănciulescu (n. 10 iunie 1877, Poiana Mare, Dolj, România – d. secolul al XX-lea) a fost un ofițer român cu gradul de general de divizie, care s-a remarcat atât în timpul participării României la Primul Război Mondial, cât și în perioada operațiilor militare pentru apărarea Marii Uniri.
Printre funcțiile de comandă în care s-a făcut remarcat a fost aceea de comandant al Regimentului 1 Vânători „Regele Ferdinand” din Divizia 1 Infanterie, unitate care, s-a distins  în vara anului 1917 în bătăliile de la Mărășești, Mărăști și Oituz. S-a mai făcut remarcat în anul 1918, la comanda Garnizoanei Chișinău în timpul Intervenției Armatei României în Basarabia, precum și în calitate de comandant al forțelor operative din Pocuția ale Diviziei 8 Infanterie, în timpul intervenției trupelor române din această regiune, în anul 1919.
Cea mai înaltă funcție de comandă deținută a fost aceea a Corpului III Armată din Basarabia, în intervalul 1931-1937.

## Primii ani
S-a născut ca fiu al lui Cancea și Dina Sorovici în satul Poiana (din comuna Poiana Mare) a județului Dolj. După școala primară urmată în satul natal, între 1892-1896 a urmat cursurile Școlii Fiilor de Militari din Craiova. Între septembrie 1896 și 1 iulie 1898, a fost elev al Școlii de Ofițeri de Infanterie, pe care a absolvit-o ca șef de promoție.
În luna iunie 1907, Cănciulescu a luat-o la Craiova de soție pe Silvia Dăbuleanu, de care a divorțat în 1920. S-a recăsătorit, ulterior, cu Gabriela Vladislava Korgesheimer, de origine poloneză.

## Cariera

### Perioada premergătoare Marelui Război
La 1 iulie 1898 a fost repartizat cu gradul de sublocotenent, în funcția de comandant de pluton la Batalionul 6 Vânători din Divizia a 4 Infanterie. La 7 aprilie 1902 a fost înaintat la gradul de locotenent și a primit comanda Companiei 3 Infanterie din același batalion.
Propus pentru, a fi trimis la studii în străinătate, ofițerul a plecat la Viena la 1 septembrie 1903, pentru a servi ca atașat de la 1 octombrie același an, la Regimentul 72 Infanterie austro-ungară „Baronul de David”, pentru un stagiu de 2 ani, pe care l-a parcurs ca și comandant de pluton, de post mic, patrulă și apoi de companie. Conform caracterizărilor din primii patru ani s-a dovedit a fi un ofițer eminent și care promitea mult, inteligent, conștiincios și cu dragoste față de meseria sa.
Întors în țară, a fost încadrat la Batalionul 5 Vânători, ca și comandant de companie, iar la 10 mai 1907 a fost înaintat la gradul de căpitan. După ce în luna octombrie 1909 a fost admis în urma unui examen la Școala Superioară de Război, a absolvit-o pe aceasta în toamna anului 1911, fiind încadrat ulterior în Regimentul 40 Infanterie „Călugăreni” ca și comandant al Companieie 5 Infanterie, funcție în care a avut o conduită ireproșbilă și a servit cu zel și devotament.
Promoția a XXI-a din anii 1909-1911 a Școlii Superioare de Război a fost numită „Promoția de aur”. Aceasta s-a întâmplat atât datorită atât bunei pregătirii a candidaților, care, a făcut ca aceștia să nu poată fi respinși la exemenul de admitere (ceea ce a determinat încălcarea regulii academice de a fi acceptați doar 20 de ofițeri), cât și sentimentului datoriei acestora, probat în activitatea lor de comandă din timpul Marelui Război. În total astfel, au fost 34 de ofițeri colegi de promoție (33 după o altă sursă), printre ei aflându-se alături de Petre Cănciulescu, viitorii generali Ion Antonescu, Nicolae Bolintineanu, Constantin Cepleanu, Alexandru Gorski, Constantin Ilasievici, Ioan Sichitiu și Florea Țenescu.

Remarcat de superiorii săi, a trecut la comanda Gimnaziului Militar din Craiova în anul 1912, iar la începutul anului 1913 a fost detașat în funcția de șef de stat major al Diviziei a 2-a Teritorială. În această calite, a participat cu marea unitate în vara anului 1913, la Al Doilea Război Balcanic.
Meritele sale și zelul de care a dat dovadă au determinat la 1 octombrie 1913 înaintarea la gradul de maior și decorarea sa cu medalia „Avântul Țării” la 17 noiembrie 1913. În anul 1914 a preluat comanda Batalionului 1 Vânători din Regimentul 40 Infanterie „Călugăreni”.

### Primul Război Mondial
În perioada mobilizării, a preluat cu succes comanda Biroului Mobilizare al regimentului. Subunitatea sa a primit botezul focului în luptele pentru cucerirea Alionului. Distingându-se aici în timpul atacului de preparație pe aripa dreaptă, a fost decorat pentru aceasta cu ordinul „ Coroana României” cu spade în gradul de ofițer.
În luna septembrie 1916, a comandat un grup de luptă format din Batalionul 1 Vânători, Batalionul 3 Infanterie din Regimentul 43 Infanterie și Batalionul 1 din Regimentul 18 Infanterie, în atacul desfășurat cu succes asupra muntelui Oboroca, de pe valea Jiului. În semn de recunoaștere a calităților sale în luptă, a fost citat la 11 septembrie, prin Ordin de Zi la nivelul Armatei 1.
La 9 octombrie 1916, Petre Cănciulescu a preluat comanda Regimentului 81 infanterie, luptând pe văile Oltului și Lotrului, precum și la Voineasa–Dobrin. Deși numai cu grad de maior, a preluat prin decizia generalului Cihoski comanda Brigăzii 26 Mixtă din componența Diviziei 11 Infanterie, care includea regimentul în cauză.
După ce la 1 noiembrie 1916 a fost înaintat la gradul de locotenent-colonel, a continuat să lupte pe valea Oltului cu Regimentul 81 infanterie la Berislăvești – Rădăcinești și apoi a asigurat ariergarda diviziei la Dealul Negru, aflat la est de Râmnicu Vâlcea. S-a retras odată cu restul trupelor în Moldova, după eșecul bătăliei desfășurate pentru apărarea Bucureștiului. Ajuns la Roman, a coordonat dizolvarea regimentului pe care-l comandase, fiind numit ulterior, la 20 decembrie 1916, la comanda Regimentului 1 Vânători „Regele Ferdinand” din Divizia 1 Infanterie.
După perioada de refacere, unitatea a revenit pe front la 15 aprilie 1917, la Irești, pentru a se distinge apoi în vara anului 1917 în bătăliile de la Mărășești, Mărăști și Oituz.
   Vezi și articolul:  Reorganizarea Armatei României (1917)Vezi și articolele [[{{{2}}}]] și [[{{{3}}}]]Vezi și articolele [[{{{4}}}]], [[{{{5}}}]] și [[{{{6}}}]]Vezi și articolele [[{{{7}}}]], [[{{{8}}}]], [[{{{9}}}]] și [[{{{10}}}]]Vezi și articolele [[{{{11}}}]], [[{{{12}}}]], [[{{{13}}}]], [[{{{14}}}]] și [[{{{15}}}]]Vezi și articolele [[{{{16}}}]], [[{{{17}}}]], [[{{{18}}}]], [[{{{19}}}]], [[{{{20}}}]] și [[{{{21}}}]].
Intrând la 28 ianuarie 1918 în compunerea Brigăzii 1 Vânători din Divizia 1 Vânători, regimentul a fost dislocat în Basarabia la Fălești, inițial, și apoi la Chișinău.
   Vezi și articolul:  Intervenția Armatei României în Basarabia în 1918Vezi și articolele [[{{{2}}}]] și [[{{{3}}}]]Vezi și articolele [[{{{4}}}]], [[{{{5}}}]] și [[{{{6}}}]]Vezi și articolele [[{{{7}}}]], [[{{{8}}}]], [[{{{9}}}]] și [[{{{10}}}]]Vezi și articolele [[{{{11}}}]], [[{{{12}}}]], [[{{{13}}}]], [[{{{14}}}]] și [[{{{15}}}]]Vezi și articolele [[{{{16}}}]], [[{{{17}}}]], [[{{{18}}}]], [[{{{19}}}]], [[{{{20}}}]] și [[{{{21}}}]].
În luna septembrie 1917 Petre Cănciulescu a fost înaintat la gradul de colonel. În același an, meritele sale în luptă au primit o nouă recunoaștere, ofițerul fiind decorat cu Ordinul „Mihai Viteazul” clasa a III-a și Legiunea de Onoare, în gradul de cavaler. În 1918 a fost decorat cu Ordinul Sfântul Vladislav clasa a 4-a cu spade și fundă. A primit de asemenea, Crucea Comemorativă a Războiului 1916-1918 cu baretele: Ardeal, Carpați, Jiu, Mărăști, Târgu Ocna și Cerna.
La Chișinău, locotenent-colonelul Cănciulescu a fost instalat în funcția de Comandant al Pieței, menținând și comanda unității de vânători. În calitatea sa de comandant, al garnizoanei orașului, a dat dovadă de tact și chibzuință.

### Operațiile pentru apărarea Marii Uniri
La 11 iulie 1918, deoarece era un bun organizator, colonelul Cănciulescu a primit sarcina de a organiza și de a comanda Școala de Subofițeri de Infanterie, activitate întreruptă ca efect al remobilizării armatei din toamna anului 1918, când, a preluat comanda Regimentului 13 Infanterie din Divizia 8 Infanterie, dislocat în regiunea Cozmeni (Coțmani, poloneză Kocmań, germană Kizman)  – Zastavna (poloneză Zastawna, germană Sastawna)). La momentul preluării comenzii, unitatea nu se bucura de prea multă încredere și avea o slabă pregătire de luptă. Cu toate acestea, sub noul comandant, în numai două luni, în Bucovina, regimentul a reușit să devină o unitate de frunte a diviziei.
În perioada 1aprilie – 22 mai 1919, Cănciulescu a comandant Frontul de Nord și de Vest din Bucovina, care se desfășura din dreapta Prutului de la Hlinița (ucraineană Hlînîțea, germană Hlinitza), până la Nistru la Balamutca (Balamutovca, ucraineană Balamutivka). În compunerea sa intrau 2 batalioane din Regimentul 13 Infanterie, 2 batalioane din Regimentul 25 Infanterie, 4 baterii de câmp și o baterie artilerie grea, precum și câte un grup de cavalerie–mitraliere pentru fiecare din cele două fronturi.
Începând cu 22 mai 1919, colonelul Cănciulescu a preluat comanda coloanei centrale a înaintării Diviziei 8 Infanterie în Pocuția. După instalarea trupelor pe poziție în Pocuția, ofițerul a comandat toate forțele operative ale diviziei, din ținut.
Succesiv retragerii din Pocuția, a preluat la 4 septembrie 1919 comanda Brigăzii 16 infanterie, dislocată în zona Hotinului de la Balamutca (Balamutovka) la Ataki. A rămas în această funcție până în noiembrie 1920.

### Perioada interbelică
Din luna noiembrie 1920 a preluat comanda Brigăzii 57 Infanterie, rămânând un timp pe poziție în dispozitivul de acoperire a frontierei nord-vestice a Bucovinei.
În anul 1923 avansat a fost avansat la gradul de general de brigadă și a preluat comanda Diviziei 2-a Vânători, la Cernăuți. Ulterior, a mai comandat Brigada 2 Vânători de Munte, Divizia a 8-a Infanterie, Comandamentul Teritorial al Corpului 4 Armată.

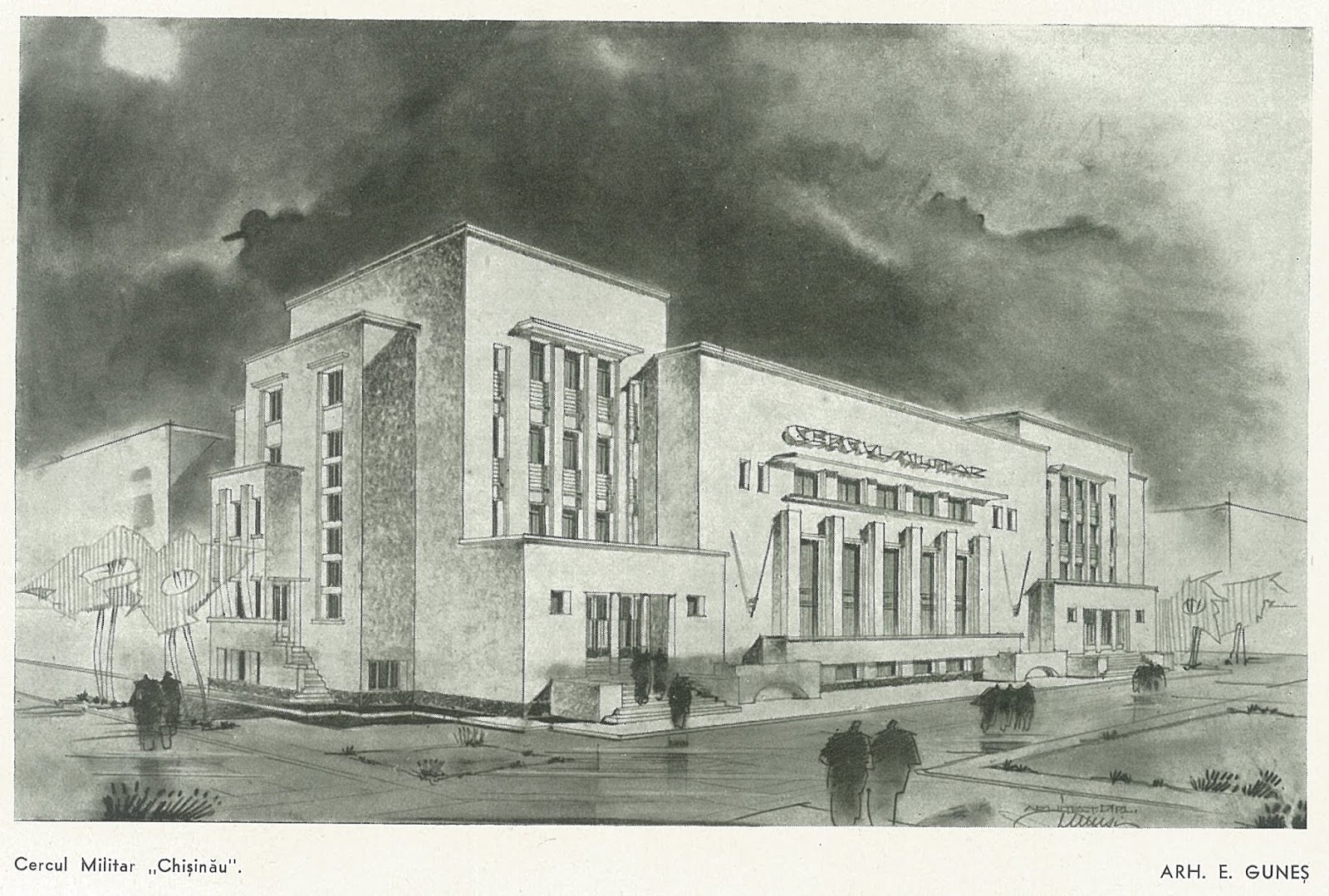
Palatul Cercului Militar Chișinău, aici într-un desen din 1939.

În anul 1931 a fost înaintat la gradul de general de divizie și a preluat comanda Corpului III Armată din Basarabia, remarcându-se prin înființarea de biblioteci pentru regimente și prin crearea unor echipe militare de propagandă pro-românească. A avut, de asemenea, inițiativa ridicării unui palat al Cercului Militar, la Chișinău. În exercitarea funcției sale, a reuși să întrețină relații bune atât cu șefii autorităților civile, eclesiastice și sociale, cât și cu populația minoritară.
De la comanda Corpului III Armată, a fost trecut în anul 1937 în rezervă, pentru limită de vârstă.
Printre decorațiile primite s-au mai numărat Medalia Comemorativă a Încoronării, ordinul polonez „Virtutea Militară”, Medalia comemorativă a Războiului Mare „Victoria” în 1924; Crucea de Război (Cehoslovacia, 1918)⁠(en)[traduceți] cehoslovacă în 1925, Ordinul național „Steaua României” în grad de comandor și Ordinul „Coroana României” clasa a II-a în 1931.